# Назаров, Олег Александрович
Олег Александрович Назаров (1927 — после 2005) — советский конструктор двигателей для бронетанковой техники, лауреат Ленинской премии 1967 года.
Окончил Алтайский институт сельскохозяйственного машиностроения (1949).
Работал в ОКБ-1 (опытном конструкторском отделе) завода «Трансмаш» (Барнаул) (в настоящее время — ОАО «Барнаултрансмаш»).
Был одним из главных участников разработки и постановки на производство семейства унифицированных танковых двигателей (УТД) для бронетанковой техники легкой весовой категории (боевые машины пехоты БМП-1, БМП-3, десанта БМД и др.). Возглавлял работы по созданию специальных и гражданских модификаций двигателей семейства УТД.
Под руководством Бориса Григорьевича Егорова вместе с Идеей Николаевной Фроловой создал не имеющую мировых аналогов конструкцию двигателя внутреннего сгорания — дизеля, у которого на коренных шейках коленчатого вала устанавливались подшипники качения, а не скольжения.
За создание базового двигателя семейства УТД-20 (для боевой машины пехоты) и его постановку на производство в 1967 году присуждена Ленинская премия.
Награждён орденами Трудового Красного Знамени и Октябрьской революции.
Сочинения:
- Назаров О. А., Червяков Ю. С., Бояркин М. В., Аскалонова Т. А. «Трансмаш» в истории Барнаула // Ползуновский альманах. — Барнаул: Алтайский гос. тех. ун-т, 2005. — Вып. 3.